# Migoplastis ceylanica
Migoplastis ceylanica är en fjärilsart som beskrevs av Felder 1868. Migoplastis ceylanica ingår i släktet Migoplastis och familjen björnspinnare. Inga underarter finns listade i Catalogue of Life.